# Synopeas talhouki
Synopeas talhouki är en stekelart som beskrevs av Vlug 1976. Synopeas talhouki ingår i släktet Synopeas och familjen gallmyggesteklar. Inga underarter finns listade i Catalogue of Life.